# Hutcheson Nunataks
Hutcheson Nunataks är nunataker i Antarktis. De ligger i Västantarktis. Inget land gör anspråk på området.